# تئودور دوم
پاپ تئودور دوم (به انگلیسی: Theodore II) یکی از پاپ‌های کلیسای کاتولیک رم بود که در دسامبر سال ۸۹۷ میلادی به مدت بیست روز پاپ بود.